# CAST-256
Pour les articles homonymes, voir Cast.
Meilleure cryptanalyse
Aucune attaque connue.
CAST-256 (ou CAST6) est un algorithme de chiffrement par bloc dérivé de CAST-128 (publié en 1996). CAST-256 a été publié en juin 1998 et fut candidat pour AES. Il utilise les mêmes éléments que CAST-128 avec toutefois des S-Boxes adaptées à une taille de bloc de 128 bits. Les clés ont une taille qui varie entre 128 et 256 bits (par incrément de 32 bits). L'algorithme utilise 48 rondes, parfois référencées sous le terme de 12 « quad-rounds », disposée selon un réseau de Feistel équilibré. Lors de la sélection pour AES, il était proche de Serpent de Ross Anderson, Eli Biham et Lars Knudsen mais ne fut pas retenu pour le deuxième tour. Son conservatisme en matière de sécurité se faisait au détriment de la performance et l'empêcha d'aller plus loin dans le concours. 
CAST-256 est disponible et utilisable gratuitement selon une licence qui autorise l'utilisation commerciale ou non-commerciale. Il est décrit par la RFC 2612.